# 돗토리현 서부 지진
돗토리현 서부 지진(일본어: 鳥取県西部地震 とっとりけんせいぶじしん[*])은 2000년 10월 6일 일본 돗토리현 서부에서 일어난 지진이다. 규모는 M7.3. 돗토리현에서 최대 진도6강을 관측했다. 1995년 효고현 남부 지진(한신·아와지 대진재)로 일본 기상청 진도 계급이 1996년 개정된 이후 처음으로 진도6강을 관측한 지진이다.

## 진도
진도6약 이상을 관측한 지역은 다음과 같다.
| 진도 | 도도부현 | 시정촌                                                      |
| ---- | -------- | ----------------------------------------------------------- |
| 6강  | 돗토리현 | 사카이미나토시 히노정                                       |
| 6약  | 돗토리현 | 사이하쿠정 아이미정 기시모토정 요도에정 미조쿠치정 히에즈촌 |

주고쿠 지방에서 시코쿠 북부에 걸쳐 진도5약 이상의 강한 흔들림을 관측했다. 방재과학기술연구소 KiK-Net에서는 히노 지진관측계에서 계측진도6.6(진도7 상당)을 관측하였다.

## 같이 보기
- 1943년 돗토리 지진
- 2016년 돗토리현 중부 지진